# Cervona ruta (cântec)
„Cervona ruta” (în ucraineană Червона рута) este un popular cântec ucrainean compus în 1968 de Vladimir Ivasiuc și interpretat de mulți cântăreți. Cântecul nu a fost niciodată protejat oficial prin drepturi de autor și datorită marii sale popularități este considerat un cântec folcloric ucrainean. El este denumit după o floare mitologică, Cervona ruta, care, dacă este găsită de o tânără având culoarea roșie, înseamnă că-i va aduce fericire în dragoste.
Popularitatea cântecului a atins apogeul în versiunea interpretată de cântăreața ucraineană Sofia Rotaru. „Cervona ruta” este cunoscut în comunitățile ucrainene și în alte comunități etnice care au făcut parte mai demult din Uniunea Sovietică și este cântat la nunți, concursuri de karaoke și alte evenimente sociale.

## Istoric

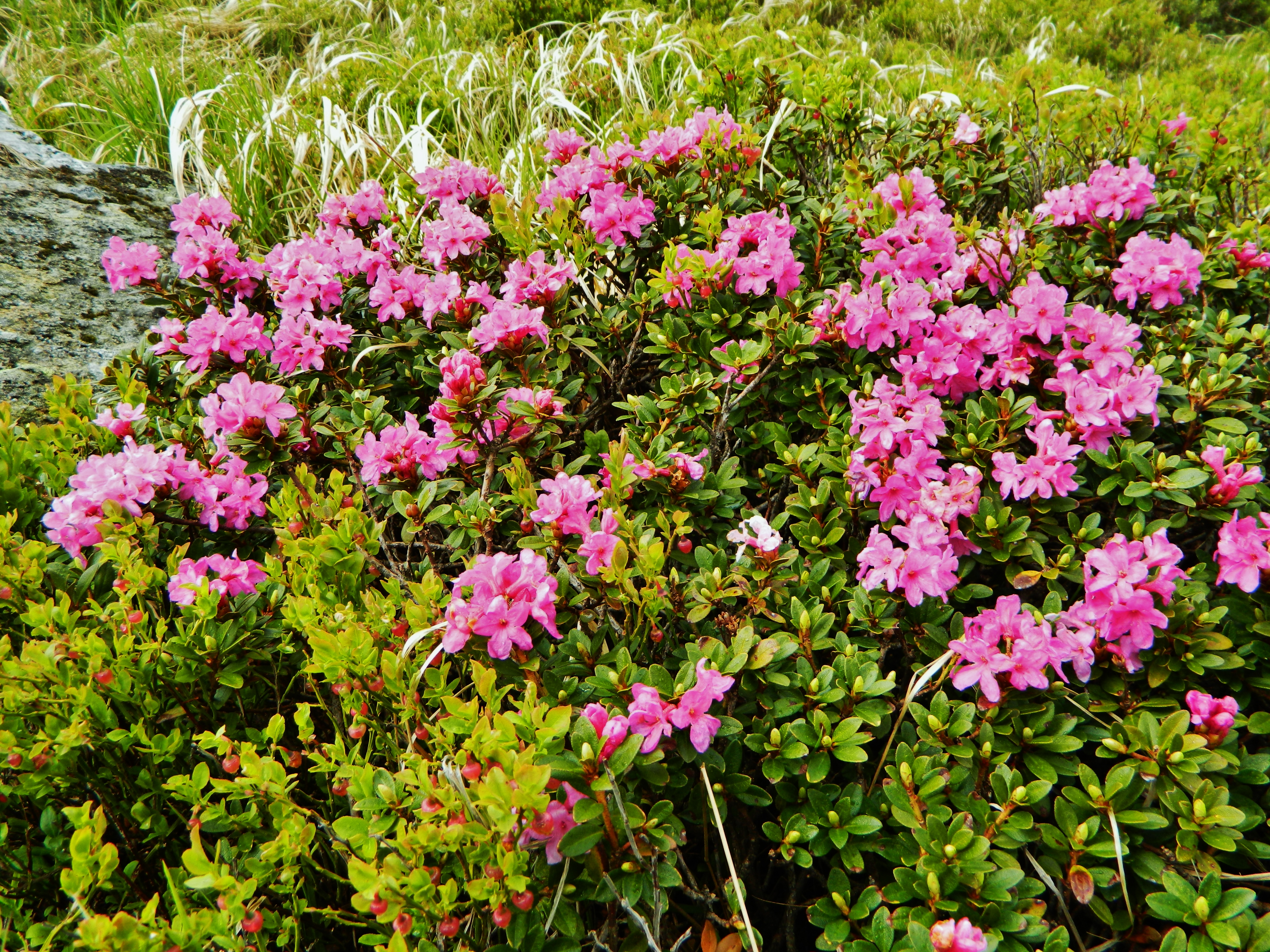
Cervona ruta - planta Rhododendron myrtifolium

Versurile și melodia cântecului au fost compuse în 1968 de Vladimir Ivasiuc, care era atunci student la Institutul de Medicină din Cernăuți. Vladimir a găsit în biblioteca tatălui său o colecție de „colomeici” (autorul colecției era etnograful galițian Volodîmîr Hnatiuk), un cântec/dans popular tradițional din Pocuția și Prikarpattia.
Ivasiuc a fost încurcat de prezența expresiei „Cervona ruta” în unele colomeici. „Cervona ruta” înseamnă literalmente „virnanțul roșu”, dar, cu toate acestea, florile virnanțului sunt galbene. Conform unei legende locale, virnanțul capătă pentru câteva minute culoarea roșie în Noaptea de Ivan Kupala. O fată care găsește acea floare va fi fericită în dragoste. Cervona ruta cu sensul de „plantă roșie” sau „floare roșie” este asociată, de asemenea, cu o plantă alpină atractivă cu proprietăți medicinale Rhododendron myrtifolium (smârdarul sau bujorul de munte), care crește în Munții Carpați din vestul Ucrainei.

## Interpretări
Prima interpretare publică a piesei muzicale „Cervona ruta” (și debutul lui Vladimir Ivasiuc) a avut loc pe 13 septembrie 1970, la o emisiune de televiziune de la un teatru din Cernăuți, fiind cântată de autor, împreună cu Olena Kuznețova. În 1971 grupul pop ucrainean „Smericika” (în ucraineană Смерічка) a interpretat cântecul „Cervona ruta”, contribuind la creșterea popularității melodiei. Interpretat de Smericika, „Cervona ruta” a câștigat premiul „Cântecul anului" din URSS, la concursul Festivalului Cântecului de Televiziune din 1971 de la Moscova. A câștigat mai multe premii în alte țări din Europa de Est, unde a fost cântat de alte trupe.
În anul 1971 a fost realizat filmul Cervona ruta, care conținea mai multe cântece compuse de Ivasiuc, inclusiv piesa „Cervona ruta”, cântată de Sofia Rotaru și Vasil Zinkevici.
În 1972 cântecul a fost inclus de cântărețul ceh Pavel Liška pe albumul său Písničky Pro Každý Den sub titlul „Až mi dáš znamení”. Traducerea versurilor în limba cehă a fost realizată de Ronald Kraus.
„Cervona ruta” a fost cântecul de debut al Ruslanei (care a câștigat mai târziu concursul muzical Eurovision din 2004), pe care l-a cântat în 1996 la Bazarul Slav din Vitebsk. Pentru interpretarea ei a câștigat primul loc cu punctajul maxim (10) de la toți membrii juriului și a fost felicitată de președintele Belarusului.
Cântecul a fost interpretat, de asemenea, de Sofia Rotaru împreună cu formația ucraineană „Tanok na Maidani Kongo” și a fost filmat pentru filmul muzical Kingdom of Skewed Mirroor, produs în 2008 de TV „Rossia”.
Cântăreața ucraineană Anna Sedokova (originară din Kiev) a adăugat o traducere engleză atunci când a interpretat cântecul, dar până în prezent singura traducere/adaptare completă în limba engleză, care a fost înregistrată, a fost realizată de muzicianul de origine ucraineană și irlandeză Stepan Pasicznyk.
„Cervona ruta” este unul dintre cele mai populare cântece ucrainene și a fost interpretat de mulți cântăreți, printre care:
- Vladimir Ivasiuc, Vasil Zinkevici, Nazari Iaremciuk[7]
- Sofia Rotaru[8]
- Nazari Iaremciuk[9]
- Vasil Zinkevici[10]
- Iaroslav Evdokimov[11]
- Stepan Pasicznyk (traducere engleză)[12]
- Ruslana[13]

## Vezi și
- Cervona ruta (film)
- Cervona ruta (festival)
- Vladimir Ivasiuc

## Legături externe
- uc  History (Ukrainian, Russian) of the song on a website in memory of Volodymyr Ivasyuk
- uc  Clip from Radio Svoboda „45 years Chervona Ruta”
- uc  Short video about 45 years „Chervona Ruta”